# Campeonato Mundial de Piragüismo en Maratón de 2000
El VIII Campeonato Mundial de Piragüismo en Maratón se celebró en Dartmouth (Canadá) entre el 2 y el 3 de septiembre de 2000 bajo la organización de la Federación Internacional de Piragüismo (ICF).

## Resultados

### Masculino
| Evento | Oro                                                                     | Plata                                                        | Bronce                                                  |
| ------ | ----------------------------------------------------------------------- | ------------------------------------------------------------ | ------------------------------------------------------- |
| C1     | Carsten Scales Dinamarca 2:40:19,126                                    | Pavel Bednar · República Checa · 2:40:19,788                 | Pal Petervari · Hungría · 2:40:37,855                   |
| C2     | Edvin Csabai · Attila Gyore · Hungría · 2:31:07,470                     | Richard Dalton · Michael Scarola · Canadá · 2:31:11,301      | Vladimir Clauss · Petr Kubicek · Alemania · 2:32:08,970 |
| K1     | Manuel Busto Fernández · España · 2:22:30,409                           | Istvan Salga · Hungría · 2:22:32,441                         | Michael Leverett Australia 2:21:32,741                  |
| K2     | Jorge Alonso González · Santiago Guerrero Arroyo · España · 2:12:44,645 | Julio Martínez Gómez · Rafael Quevedo · España · 2:12:45,949 | Marcio Pinto Miguel Gomes Portugal 2:12:46,503          |

### Femenino
| Evento | Oro                                               | Plata                                                    | Bronce                                              |
| ------ | ------------------------------------------------- | -------------------------------------------------------- | --------------------------------------------------- |
| K1     | Mara Santos · España · 2:34:20,757                | Kornelia Szonda · Hungría · 2:34:22,056                  | Chantal Meek Australia 2:34:22,059                  |
| K2     | Renata Csay · Andrea Pitz · Hungría · 2:25:27,630 | Kornelia Szonda · Edit Javorszki · Hungría · 2:26:07,914 | Mette Barfod Jeanette Knudsen Dinamarca 2:26:08,633 |

## Medallero
| Núm. | País            | Oro | Plata | Bronce | Total |
| ---- | --------------- | --- | ----- | ------ | ----- |
| 1    | España          | 3   | 1     | 0      | 4     |
| 2    | Hungría         | 2   | 3     | 1      | 6     |
| 3    | Dinamarca       | 1   | 0     | 1      | 2     |
| 4    | República Checa | 0   | 1     | 0      | 1     |
| 4    | Canadá          | 0   | 1     | 0      | 1     |
| 6    | Australia       | 0   | 0     | 2      | 2     |
| 7    | Alemania        | 0   | 0     | 1      | 1     |
| 7    | Portugal        | 0   | 0     | 1      | 1     |
|      | TOTAL           | 6   | 6     | 6      | 18    |